# روتانا (قنوات)
قنوات تلفزيون روتانا مجموعة قنوات تملكها وتديرها مجموعة روتانا التي يملكها الوليد بن طلال بن عبد العزيز آل سعود. هي قنوات فضائية غير مشفّرة وتعتبر من القنوات العربية المتخصصه في البث للبرامج العامة، والأفلام السينمائية والأفلام الكلاسيكية، والموسيقى العربية والغربية.

## قنوات مجموعة روتانا
أهم القنوات الفضائية لتلفزيون روتانا:

### قنوات ترفيهية
- روتانا سينما
- روتانا خليجية
- روتانا كوميدي
- روتانا دراما: سابقًا روتانا مصرية
- روتانا أفلام
- روتانا كلاسيك: سابقا روتانا زمان حتى 2013
- روتانا كيدز
- ال بي سي الفضائية اللبنانية.[1]

### قنوات موسيقية
- روتانا كليب
- روتانا موسيقى

### قنوات دينية
- قناة الرسالة
- قناة الرسالة إنترناشيونال: انطلقت في سبتمبر 2023م.[2]